# Shania Twain (album)
 (juin 2024).
Pour les articles homonymes, voir Shania Twain.
Albums de Shania Twain
 The Woman in Me
Shania Twain est le premier album de Shania Twain, lancé en 1993 en Amérique du Nord, en 1994 au UK et en 2000 en Europe. Malgré beaucoup de promotion et beaucoup de concerts, l'album ne se vend qu'à 2 millions d'exemplaires dans le monde[réf. nécessaire], dont 1 million aux États-Unis Sur cet album, elle écrit la chanson God Ain't Gonna Getcha for That.

## Historique
Durant son adolescence, elle compose et enregistre des chansons et se fait vite remarquer par une chanteuse qui l'a pris sur son . En 1987, ses parents ont perdu la vie dans un accident de la route. Elle décide donc de mettre ses projets de côté pour s'occuper de sa famille. Lorsque ses frères et sœurs plus jeunes sont assez vieux pour s'occuper d'eux-même, elle retourne à ses projets en 1991 et elle enregistre une de ses compositions qui la mènera à un contrat à Mercury Record. Elle enregistre l'album durant l'année 1992 et 1993. Sur cet album, aucune des compositions (sauf God Ain't Gonna) ne figurent sur l'album. Dans son autobiographie de 2011, elle a déclaré son insatisfaction à cet album et de ne pas avoir la liberté créative pour faire ce qu'elle a envie.
L'album sort en 1993 aux États-Unis et au Canada. L'album est lancé en Europe en 2000 lorsque Shania Twain est devenue une vedette plus tard.

## Ventes
L'album est considéré comme un échec commercial à sa sortie initiale. Lors de sa sortie, l'album n'atteint que la 67e position du palmarès country aux États-Unis et la 28e position du palmarès country au Canada. Cependant, avec l'engouement des albums suivants, l'album se vend finalement à 1 million de copies aux États-Unis et à 200 000 copies au Canada. Lorsque l'album a été lancé en Europe en 2000, l'album s'est retrouvé dans le top 40 en Norvège. 
Le 1er single est What Made You Say That. Le single n'obtient qu'un single limité dans les palmarès country, se hissant en 55e position aux États-Unis et en 70e position au Canada. La chanson lui ouvrira les portes cependant. Elle lui permettra de rencontrer Robert John Mutt Lange, avec qui elle fera le 2e album.
Le 2e single Dance With the one That Brought You. Le single obtient aussi un succès limité dans les palmarès country, atteignant la 55e position aux États-Unis et la 76e position au Canada.
Le single You Lay a Whole Lot of Love on Me sera lancé comme dernier extrait de l'album.

## Liste des titres
| No  | Titre                               | Auteur                                   | Durée |
| --- | ----------------------------------- | ---------------------------------------- | ----- |
| 1.  | What Made You Say That              | Tony Haselden, Steve Munsey Jr.          | 2:58  |
| 2.  | You Lay a Whole Lot of Love on Me   | Hank Beach, Forest Borders II            | 2:48  |
| 3.  | Dance with the One That Brought You | Sam Hogin, Gretchen Peters               | 2:23  |
| 4.  | Still Under the Weather             | Skip Ewing, L. E. White, Michael White   | 3:06  |
| 5.  | God Ain't Gonna Getcha for That     | Kent Robbins, Shania Twain               | 2:44  |
| 6.  | Got a Hold on Me                    | Rachel Newman                            | 2:14  |
| 7.  | There Goes the Neighborhood         | Tommy Dodson, Bill C. Graham, Alan Laney | 3:17  |
| 8.  | Forget Me                           | Stephony Smith                           | 3:21  |
| 9.  | When He Leaves You                  | Mike Reid, Keny Robbins                  | 4:21  |
| 10. | Crime of the Century                | Richard Fagan, Ralph Murthy              | 3:29  |

## Musiciens
- Batterie, Percussion: Paul Leim, Larrie Londin, Terry McMillan
- Basse: Mike Brignardello, Glen Worf
- Guitares: Mark Casstevens, Allen Frank Estes, Sonny Garrish, Steve Gibson, Chris Leuzinger, Billy Joe Walker, John Willis, Reggie Young
- Claviers, synthétiseurs: David Briggs, Costo Davis, Gary Prim
- Harmonica: Terry McMillan, Jelly Roll Johnson
- Cœurs: Anthony Martin, John Wesley Ryles, Ronny Scaife, Cindy Richardson Walker, Dennis Wilson, Curtis Young

## Singles issus de l'album
- What Made You Say That sorti le 9 mars 1993
- Dance with the One That Brought You sorti le 13 juillet 1993
- You Lay a Whole Lot of Love on Me sorti le 7 septembre 1993

## Charts mondiaux
Vente mondiale: 2 000 000
| Pays               | Meilleure position | Certification | Vente     |
| ------------------ | ------------------ | ------------- | --------- |
| Canada Country     | 6                  | 2x Platine    | 200 000   |
| Norvège            | 40                 |               | 1 000     |
| Royaume-Uni        | 58                 |               |           |
| États-Unis Country | 67                 | Platine       | 1 000 000 |

Données de 1999